# علامة فمبرجر
علامة فمبرجر أو علامة فيمبيرجر (بالإنجليزية: Wimberger's sign)‏ هي علامة طبية يحدث بها تدمير كردوسي موضعي ثنائي في الجزء الوسطي الدانِ من قصبة الساق. تُعتبر علامة مميزة للزهري الخلقي.